# خمس ليال في فريدي (فلم)
خمس ليالٍ في فريدي (بالإنجليزية: Five Nights at Freddy's) هو فيلم رعب أمريكي من فئة الأفلام الخيالية والخارقة صدر عام 2023، وهو مستوحى من سلسلة ألعاب الفيديو التي تحمل الاسم نفسه والتي أنشأها سكوت كوثون. الفيلم من إخراج إيما تامي، التي شاركت في كتابة السيناريو مع كاوثون وسيث كاديباك، وهو مقتبس من قصة كتبها كاوثون وكريس لي هيل وتايلر ماكنتاير. الفيلم من بطولة جوش هاتشرسون الذي يلعب دور حارس أمن مضطرب يقبل وظيفة ليلية في أحد المنازل والذي هو عبارة عن مركز ترفيه عائلي مهجور، حيث يكتشف أن تميمة الرسوم المتحركة على قيد الحياة وتقتل أي شخص يبقى في الموقع بعد منتصف الليل، كما شارك في بطولة هذا الفيلم إليزابيث ليل وبيبر روبيو وماري ستيوارت ماسترسون وماثيو ليلارد في أدوار ثانوية.

## القصة
مايك شميدت، حارس أمن في مول، يُطرد بعد اعتدائه على والد مهمل يشتبه في كونه مختطفا. يتم إرساله لزيارة مستشار الوظائف ستيف راجلان الذي يقدم له وظيفة حارس ليلي في مطعم عائلي مهجور يعرف باسم "Freddy Fazbear's Pizza". على الرغم من تردده في البداية، يقبل مايك العرض بعد أن تهدد خدمات الرعاية الاجتماعية بأخذ حضانة شقيقته الصغرى آبي وتسليمها لعمته البعيدة جين.
في ليلته الأولى، يغرق مايك في النوم ويحلم بخطف واحتمال مقتل أخيه غاريت، ثم يرى خمسة أطفال شهدوا عملية الخطف. عندما يحاول الاقتراب منهم، يهربون. في الليلة الثانية، يتكرر حلم مايك، ولكن عندما يحاول مواجهة أحد الأطفال، يتعرض لهجوم ويستيقظ. يلتقي مايك بضابط الشرطة فانيسا شيلي، التي تلاحظ جروحه وتعالجها. تأخذه فانيسا في جولة في المطعم وتخبره أن المكان أغلق في الثمانينيات بعد مقتل خمسة أطفال هناك ولم يتم العثور على جثثهم.
في الليلة الثالثة، تستأجر جين مجموعة من المراهقين لتخريب المطعم بهدف الإطاحة بمايك من وظيفته، وهذا الفعل سيمكنها من الحصول على حضانة آبي. أثناء الاقتحام، تتحرك شخصيات المطاعم الآلية - فريدي فازبير، تشيكا، فوكسي، كب كيك، وبوني - وتقتل المراهقين. تكون جليسة آبي، ماكس، من بين المخربين، وتؤدي وفاتها إلى أن يضطر مايك لإحضار آبي في وظيفته التالية. عندما تستيقظ الشخصيات الآلية في تلك الليلة، تصادق آبي معها، لكنها تكون عدائية تجاه مايك. يكتشف مايك أن الشخصيات الآلية مستحوذة عليها أرواح الأطفال المقتولين، ويذكر زعيمهم، وهو صبي أشقر، بانتظام أرنبًا "أصفر".
بين الورديات، يتناول مايك حبوب النوم لمساعدته في تصور اختطاف غاريت، الذي أصبح قضية باردة منعدة سنوات. في الليلة الرابعة، تنذبح فانيسا من الذعر بسبب تزايد صداقة آبي مع الشخصيات الآلية وتحذر مايك من عدم إحضارها إلى المطعم مرة أخرى. يستدرج مايك جين لرعاية آبي، مما يثير غضبها، بينما يعود إلى المطعم خلال النهار ويتناول جرعة زائدة من حبوب النوم.
داخل الحلم، تظهر الأطفال الخمسة مرة أخرى ويخبرون مايك أنه يمكنه البقاء مع غاريت إلى الأبد مقابل آبي. في منزل مايك، يتم قتل جين من قبل جولدن فريدي، النسخة البديلة من فريدي فازبير والتي استحوذ عليها الصبي الأشقر، ويأخذ آبي مرة أخرى إلى المطعم بركوب سيارة أجرة. يتعرض مايك لهجمات متكررة في حلمه ويستيقظ مربوطًا بجهاز تعذيب يحاول تمزيق وجهه. يهرب من الجهاز، ولكنه يصاب بجروح خطيرة من فوكسي. تجده فانيسا وتعالج إصاباته.
بعد أن يشرح مايك حلمه، تكشف فانيسا أنها ابنة ويليام أفتون، القاتل المتسلسل الذي قتل غاريت والأطفال الخمسة الآخرين، وأن أرواح ضحاياه والشخصيات الآلية تحت سيطرته. وداعًا للتأكد من أن ويليام يخطط لقتل آبي، يتسرع مايك إلى المطعم بالمعدات اللازمة لتعطيل الشخصيات الآلية. في المطعم، تحاول تشيكا قتل آبي، لكن يصل مايك وينقذها. يتعرض مايك لهجوم ويفصل عن آبي. في النهاية، يتم هزيمة الشخصيات الآلية، لكنها تعاد تفعيلها بواسطة ستيف، الذي يأتي يرتدي زي "الأرنب الأصفر". ستيف يكشف عن نفسه أنه ويليام قبل أن يطيح مايك بلا وعي. على علم بأن الشخصيات الآلية بحاجة إلى فهم الحقيقة، ترسم آبي صورة لويليام وهو يقتل الأطفال. تحاول فانيسا إيقاف ويليام عن التدخل في هذه الخطة، ولكنها تتعرض لطعنة في بطنها.

## البطولة
- جوش هاتشرسون بدور مايك شميت، حارس أمن جديد في بيتزا فريدي فازبير (Freddy Fazbear's Pizza).[4]
- وايت باركر بدور مايك الصغير.
- بيبر روبيو بدور أبي، شقيقة مايك الصغرى.
- إليزابيث ليل بدور فانيسا، ضابطة شرطة محلية.
- ماثيو ليلارد بدور ستيف راجلان/ويليام آفتون وهو مستشار مهني لمايك وشريك مؤسس لشركة فازبير الترفيهية (Fazbear Entertainment).
- ماري ستيوارت ماسترسون بدور العمة جين، عمة مايك وأبي.
- كات كونر ستيرلينج بدور ماكس، جليسة أطفال أبي.
- ديفيد ليند بدور جيف، زعيم عصابة مشاغبين قاصرين.
- كريستيان ستوكس بدور هانك، عضو في عصابة جيف.
- جوزيف بوليكين بدور كارل، عضو في عصابة جيف.
- غرانت فيلي بدور طفل الشبح (الصبي الأشقر)، الطفل المقتول الذي يطارد غولدن فريدي.
- أشر كولتون سبنس بدور طفل الشبح (ذو الخطاف)، الطفل المقتول الذي يطارد فوكسي.
- ديفيد هيوستن دوتي بدور طفل الشبح (ذو الأذنين الأرنبية)، الطفل المقتول الذي يطارد بوني.
- ليام هيندريكس بدور طفل الشبح (ذو القبعة)، الطفل المقتول الذي يطارد فريدي فازبير.
- جوفيل لوف بدور طفل الشبح (الفتاة ذات العينين الزرقاوين)، الطفل المقتول الذي يطارد تشيكا.
- تاداساي يونغ بدور الدكتورة ليليان.
- مايكل ب. سوليفان بدور دوغ، المحامي الغريب الأطوار للعمة جين.
- لوكاس غرانت بدور جاريت، شقيق مايك الصغير الذي تم اختطافه في صغره.
- ثيودوس كرين بدور جيريميا، زميل عمل مايك السابق.
- مات بات بدور نادل في مطعم سباركي (Sparky's Diner).
- كوريكسكنشن بدور سائق سيارة أجرة.[4]

## الإنتاج
في أبريل 2015، أعلنت شركة وارنر بروس بيكتشرز أنها اشترت حقوق تصوير فيلم سلسلة ألعاب الفيديو خمس ليال في فريدي، وتم تعيين روي لي وديفيد كاتزنبرغ وسيث غراهام-سميث للإنتاج السينمائي. أعلن غراهام-سميث أنهم سيتعاونون مع مبتكر السلسلة سكوت كوثون "لصنع فيلم مجنون ومخيف وغريب بشكل غريب وجذاب في نفس الوقت". في يوليو 2015، وقع جيل كينان عقدًا لإخراج الفيلم في سيناريو مشترك مع تايلر بيرتون سميث.
في مارس 2017، أعلن كوثون عبر تويتر أن شركة بلومهاوس برودكشنز ستكون الشركة المنتجة الجديدة للفيلم بعدما ألغت شركة وارنر بروس بيكتشرز المشروع. في مايو 2017، صرح المنتج جيسون بلوم أنه متحمس ويعمل عن كثب مع كوثون على الفيلم. في يونيو 2017، أعلن كينان أنه لم يعد مخرجًا للفيلم.
في فبراير 2018، تم الإعلان عن كريس كولومبوس كبديل لكينان في منصب المخرج والكاتب، بالإضافة إلى إنتاجه الفيلم جنبًا إلى جنب مع بلوم وكوثون. في أغسطس 2018، كشف كوثون أن المسودة الأولى لسيناريو الفيلم، التي كتبها بالتعاون مع مؤلف سلسلة روايات خمس ليال في فريدي، كيرا بريد-ريسلي، قد اكتملت، وستشمل أحداث الجزء الأول من السلسلة. في نفس الشهر، كتب بلوم على تويتر أن الفيلم يهدف للإصدار في عام 2020. في نوفمبر، أعلن كوثون أنه ألغى السيناريو، على الرغم من أنه نال إعجاب كولومبوس وبلوم، لأنه "كان لديه فكرة مختلفة للقصة، إحدى الأفكار التي أعجبتني أكثر". وهذا ساهم في تأخير إضافي للفيلم، وعلى كوثون تحمل المسؤولية الكاملة عن ذلك.
في يونيو 2020، خلال مقابلة مع فاندوم، صرح بلوم عند سؤاله عن تقدم الفيلم:
إنه نشط جدًا، لذا أشعر حقًا أن لدينا فرصة جيدة جدًا لرؤية فيلم خمس ليال في فريدي... أشعر أنه يتقدم حقًا؛ ليس متوقفًا أو ما شابه ذلك. إنه يتقدم بسرعة. لا أرغب في تحديد جدول زمني لذلك، ولكن قريبًا سنحصل على فيلم. أشعر بالثقة الكبيرة في ذلك.
في سبتمبر 2021، كشف بلوم أن كولومبوس لم يعد مشاركًا في المشروع، لكنه لا يزال في مرحلة التطوير النشط. في أغسطس 2022، أعلن بلوم أن متجر مخلوقات جيم هنسون (Jim Henson's Creature Shop) سيعمل على الشخصيات المتحركة للفيلم. في أكتوبر، تم الإعلان عن إيما تامي لتحل محل كولومبوس كمخرجة، بالإضافة إلى مشاركتها في كتابة السيناريو جنبًا إلى جنب مع كاوثون وسيث كاديباك.